# Loštice
Loštice település Csehországban, Šumperki járásban. Loštice Líšnice, Moravičany, Mohelnice, Palonín, Pavlov és Bouzov településekkel határos. Lakosainak száma 3025 fő (2024. január 1.).

## Népesség
A település lakosságának változását az alábbi diagram mutatja:
| Lakosok száma | 2787 | 2764 | 2902 | 2682 | 3329 | 3063 | 3023 | 2979 | 2947 | 3025 |
|               | 1869 | 1890 | 1921 | 1950 | 1980 | 2001 | 2017 | 2019 | 2022 | 2024 |